# グレゴリー・パーシー・ジョーンズ
グレゴリー・パーシー・ジョーンズ (英: Gregory Jones 1968年1月4日 - ）はロンドンのフランシス・テイラー・ビルの法廷弁護士であり、都市計画、環境法、行政法を専門としており、リンカーン法曹院とインナー・テンプルの上級法廷弁護士にも任命されている。
彼は2024年から2025年までロンドン保安官を務める。
オックスフォード大学ニュー・カレッジで法学を学び、MA（法学士）を取得しました。大学在学中には、オックスフォード・ロー・ソサエティの会長やオックスフォード・ユニオンの財務担当を務めました。その後、インズ・オブ・コート・スクール・オブ・ローで法廷弁護士資格コース（BVC）を修了し、ロンドン大学ユニバーシティ・カレッジ・ロンドン（UCL）で法学修士（LLM）を取得。
受勲歴
Jones の受勲歴には以下のものがあります：
- キングズ・カウンセル（KC）: 2011年に取得。
- リンカーン・インのベンチャー: 2019年に選出。
- インナー・テンプルのベンチャー: 2020年に選出。
- FRSA（王立芸術協会フェロー）: 2013年に選出。
- FRGS（王立地理学会フェロー）: 2014年に選出。
- FLS（リンネ協会フェロー）: 2015年に選出。聖ジョン勲章（英語版）

最近の業績

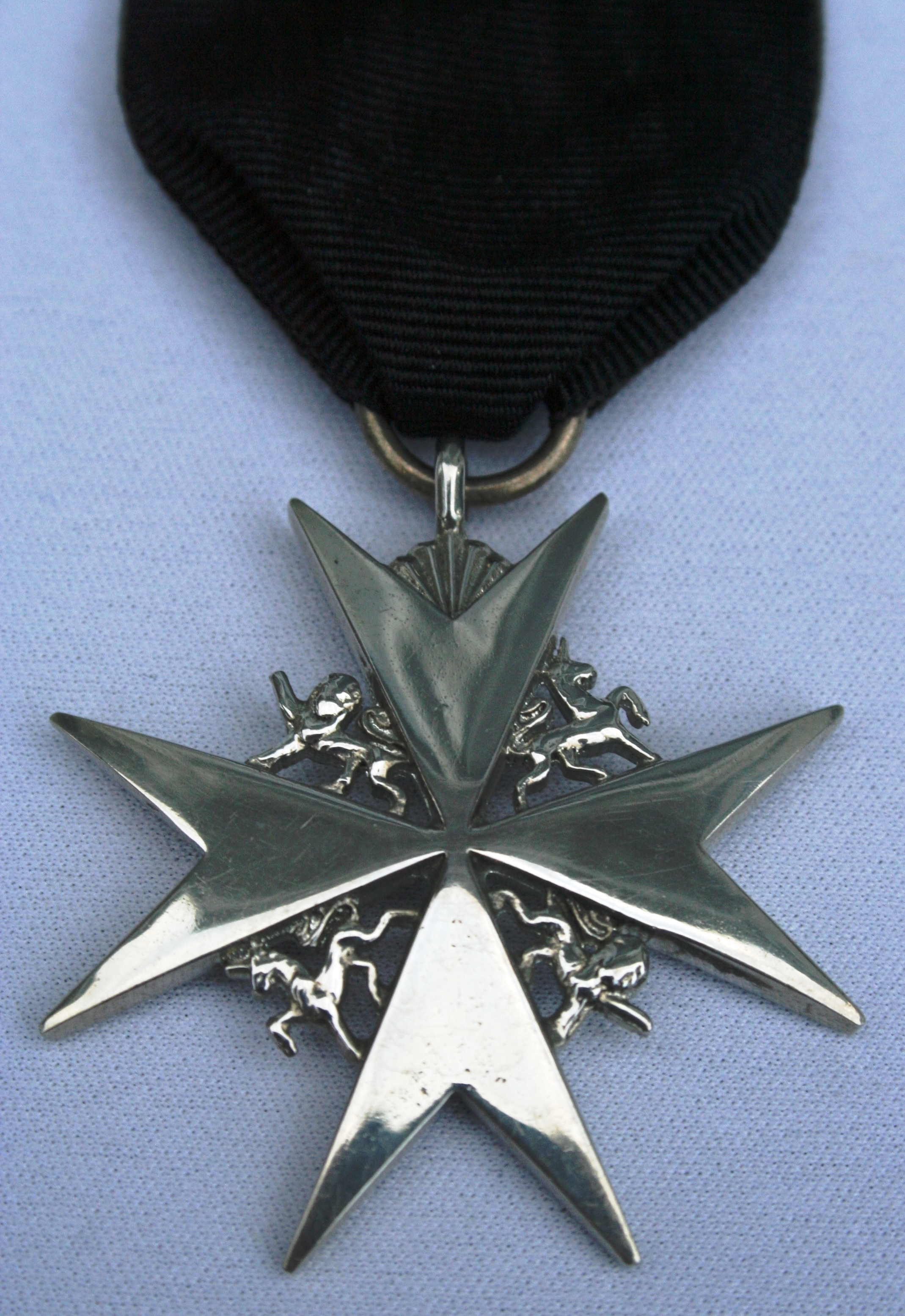
聖ジョン勲章（英語版）

Jones の最近の業績には以下のものがあります：
- ロンドン市のシェリフとしての任命: 2024/25年度のロンドン市のシェリフに任命。
- フランシス・テイラー・ビルディングでの活動: 都市計画法、環境法、行政法などの分野で多くの重要な案件を担当。
- 環境影響評価（EIA）に関する専門知識の提供: 環境影響評価や生息地指令に関する専門知識を活かし、複雑な法的問題に対応。
- 高等裁判所での訴訟: 複数の高等裁判所での訴訟において成功を収め、特に計画執行に関する複雑なケースでの経験が評価。

その他の役職
Jones は、マンチェスター教区の首席判事やキングス・カレッジ・ロンドンのヨーロッパ法センターのフェローなど、多くの役職を務めています。また、ロンドン・アイリッシュ・ラグビー・クラブとの関係を深めるために尽力しています。
脚注・出典
- https://democracy.cityoflondon.gov.uk/mgUserInfo.aspx?UID=1220 www.cityoflondon.gov.uk